# Llagostera
Llagostera è un comune spagnolo di 5 186 abitanti situato nella comunità autonoma della Catalogna.

## Sport
La squadra di calcio principale è l'Unió Esportiva Llagostera, che nella stagione 2019-2020 disputa il campionato di Segunda División B.